# Governo Janša I
Janez Janša è stato per la prima volta Primo Ministro della Slovenia dal 3 dicembre 2004 al 21 novembre 2008. Il Governo Janša I comprende il Primo Ministro, 15 ministri e 2 ministri senza portafoglio.
- Composizione
  - Partito Democratico Sloveno (SDS)
  - Partito Popolare Sloveno (SLS)
  - Nuova Slovenia - Partito Popolare Cristiano (NSi)
  - Partito Democratico dei Pensionati della Slovenia (DeSUS)

## Primo Ministro
- Janez Janša (SDS)

## Ministeri senza portafoglio

### Autogoverno Locale e Politica Regionale
- Ivan Žagar (SLS)

### Crescita
- Jože P. Damjan (indipendente) dal 20 dicembre 2005 al 27 marzo 2006
- Žiga Turk (indipendente) dal 6 marzo 2007

## Ministeri

### Finanze
- Andrej Bajuk (NSi)

### Interno
- Dragutin Mate (SDS)

### Affari Esteri
- Dimitrij Rupel (indipendente)

### Giustizia
- Lovro Šturm (NSi)

### Difesa
- Karl Erjavec (DeSUS)

### Lavoro, Famiglia e Affari Sociali
- Janez Drobnič (NSi) fino al 1º dicembre 2006
- Marjeta Cotman (NSi) dal 18 dicembre 2006

### Economia
- Andrej Vizjak (SDS)

### Agricoltura, Politiche Forestali e Alimentazione
- Marija Lukačič (SDS) fino al 29 gennaio 2007
- Iztok Jarc (SDS) dal 6 marzo 2007

### Cultura
- Vasko Simoniti (SDS)

### Ambiente e Pianificazione Territoriale
- Janez Podobnik (SLS)

### Trasporti
- Janez Božič (SLS) fino al 6 settembre 2007
- Radovan Žerjav (SLS) dall'11 settembre 2007

### Istruzione e Sport
- Milan Zver (SDS)

### Salute
- Andrej Bručan (SDS) fino al 6 settembre 2007
- Zofija Mazej Kukovič (SDS) dall'11 settembre 2007

### Pubblica Amministrazione
- Gregor Virant (indipendente)

### Istruzione Superiore, Scienze e Tecnologia
- Jure Zupan (NSi) fino al 6 settembre 2007
- Mojca Kucler Dolinar (NSi) dal 1º ottobre 2007